# Aspidocephalus
Aspidocephalus — род жесткокрылых из семейства чернотелок.

## Описание
Переднеспинка поперечная, почти такой же ширины, как надкрылья. Голова округлая, её боковой края позади глаз с небольшой резкой вырезкой.

## Систематика
В составе рода:
- Aspidocephalus desertus Motschulsky, 1839